# Beau Brummell
Beau Brummell, pseudonimo di George Bryan Brummell, il cui cognome viene anche riportato con la grafia Brummel, noto soprattutto come Lord Brummel (Londra, 7 giugno 1778 – Caen, 30 marzo 1840), è considerato colui che meglio rappresentò il dandismo e l'archetipo dell'eleganza maschile.

## Biografia

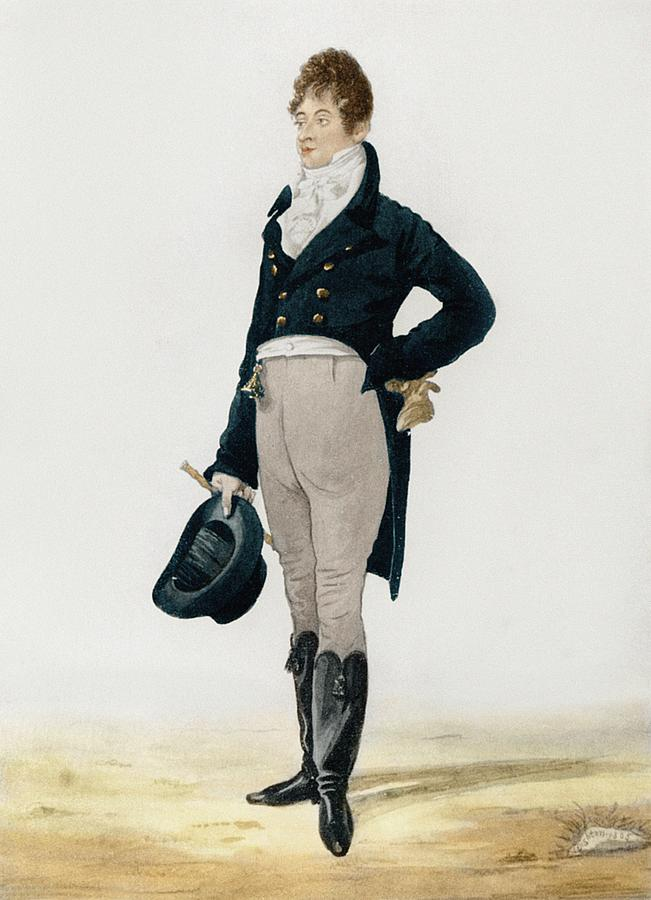
Caricatura di Brummell regalatagli da Robert Dighton nel 1805

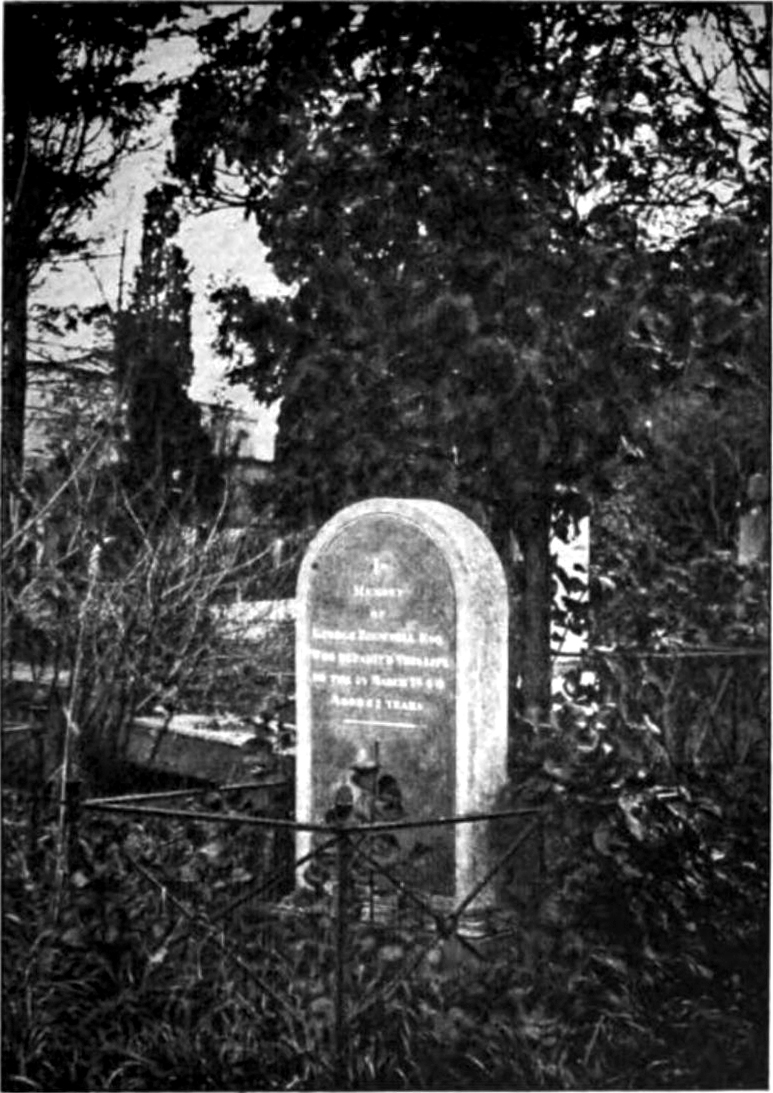
La tomba di Beau Brummell a Caen

Studiò a Eton, dal 1790, dove si distinse subito per la cura che riservava al suo abbigliamento. Successivamente passò a Oxford, per entrare nel reggimento degli Ussari, con lo scopo d'incontrare il Principe di Galles, il futuro Giorgio IV, che ne aveva il comando: una volta entrato nelle sue grazie, Brummell prese congedo. Si trasferì a Londra, al numero 4 di Chesterfield Street, dove teneva riunioni conviviali esclusive.
Il 18 maggio 1816 lasciò definitivamente l'Inghilterra, a causa di un dissidio con il Reggente. Per diversi anni abitò a Calais, che divenne meta di una sorta di pellegrinaggio del bel mondo inglese, a lui ancora legato. Alla sua partenza da Londra, tutti i suoi beni erano stati messi all'incanto: il ricavato della vendita contribuì a mantenerlo per alcuni anni. Quando ormai si stava avvicinando lo spettro della povertà e della prigione per debiti, venne provvidenzialmente salvato da Guglielmo IV, che lo nominò console a Caen.
Qui trascorse il resto della sua vita, lontano dagli agi e dal lusso cui era abituato. Affetto da sifilide e mentalmente disturbato, nel 1837 venne internato nell'ospedale delle Figlie del Buon Salvatore di Caen, dove morì indigente nel 1840.

## Influenza culturale
La sua fama è dovuta alla particolare cura riservata ai dettagli del suo abbigliamento. Molti seguirono il suo stile celebrativo dell'eleganza e della raffinatezza.
Il suo stile di abbigliamento (che per molti aspetti era uno stile di vita) era destinato a quel tempo a sembrare eccentrico, se non addirittura scandaloso. In un'epoca infatti in cui dominavano ancora i colori più sgargianti e le stoffe seriche, in cui si usavano le polpe e le parrucche e l'igiene era cosa considerata poco virile, con abbondante uso di profumi per coprire gli afrori del corpo, Brummell adottò invece il colore blu per gli abiti, lanciando definitivamente l'uso dei pantaloni lunghi a tubo e delle giacche da frac, relegando per sempre brache al ginocchio, calze, tricorni e giustacuore in soffitta. Prese poi a curare con particolare attenzione l'igiene intima con generoso impiego di acqua e sapone, eliminando la parrucca incipriata (ma spesso semplicemente infarinata) e provvedendo all'estetica della propria capigliatura grazie all'impiego di alcuni parrucchieri, arrivando fino alla "bizzarria" di cambiare camicia ogni giorno.
Tutto questo si accompagnava a un modo raffinato di atteggiarsi, di muoversi e di agire, senza che questo comportasse la leziosità tipica dei cicisbei. Il tutto si coniugava con un'attitudine spiccata verso l'arte e la cultura in genere. Era l'Ottocento che si affermava e che seppelliva definitivamente il Settecento.
Nel romanzo Il gentiluomo di Andrea Perego, pubblicato in Italia nel 2022, George "Beau" Brummell è uno dei personaggi che il protagonista, un nobiluomo francese fuggito da Parigi a seguito della Rivoluzione, incontra nella sua nuova vita londinese.

## Nella cultura di massa

### Cinema
- Beau Brummel (1913), film muto diretto e interpretato da James Young
- Lord Brummell (Beau Brummell, 1924), film muto diretto da Harry Beaumont e interpretato da John Barrymore
- Lord Brummell (Beau Brummell, 1954), film diretto da Curtis Bernhardt e interpretato da Stewart Granger

### Musica
Vari gruppi musicali adottarono il nome di Brummell, a cominciare da Zack Whyte and His Chocolate Beau Brummels, un'orchestrina jazz che fece tournée tra il 1924 e il 1935. Durante gli anni sessanta, ci furono gruppi rock come The Beau Brummels di San Francisco e i Beau Brummell Esquire and His Noble Men.